# Chatouille-moi
Pour plus de détails, voir Fiche technique et Distribution.
Chatouille-moi (titre original : Tickle Me) est un film américain réalisé par Norman Taurog, sorti en 1965.

## Synopsis
Lonnie Beale, une star du rodéo au cœur d'or au chômage, essaie de joindre les deux bouts jusqu'à ce que la saison reprenne. Il arrive dans la ville de Zuni Wells parce qu'un ami lui a dit qu'il pourrait trouver un emploi dans un ranch. Mais une fois sur place, l'ami est introuvable...

## Fiche technique
- Titre original : Tickle Me
- Titre français : Chatouille-moi
- Réalisation : Norman Taurog
- Scénario : Elwood Ullman et Edward Bernds
- Photographie : Loyal Griggs
- Montage : Archie Marshek
- Musique : Walter Scharf
- Pays de production : États-Unis
- Genre : musical
- Date de sortie : 1965

## Distribution
- Elvis Presley : Lonnie Beale / Panhandle Kid
- Julie Adams : Vera Radford
- Jocelyn Lane : Pam Meritt
- Jack Mullaney : Stanley Potter
- Merry Anders : Estelle Penfield
- Bill Williams : Député Sturdivant
- Edward Faulkner : Brad Bentley
- Connie Gilchrist : Hilda
- John Dennis : Adolph
- Grady Sutton : Mr. Dabney
- Lilyan Chauvin : Ronnie
- Allison Hayes : Mabel